# Mesochorus personatus
Mesochorus personatus är en stekelart som beskrevs av Dasch 1971. Mesochorus personatus ingår i släktet Mesochorus och familjen brokparasitsteklar. Inga underarter finns listade i Catalogue of Life.